# 부여 분지

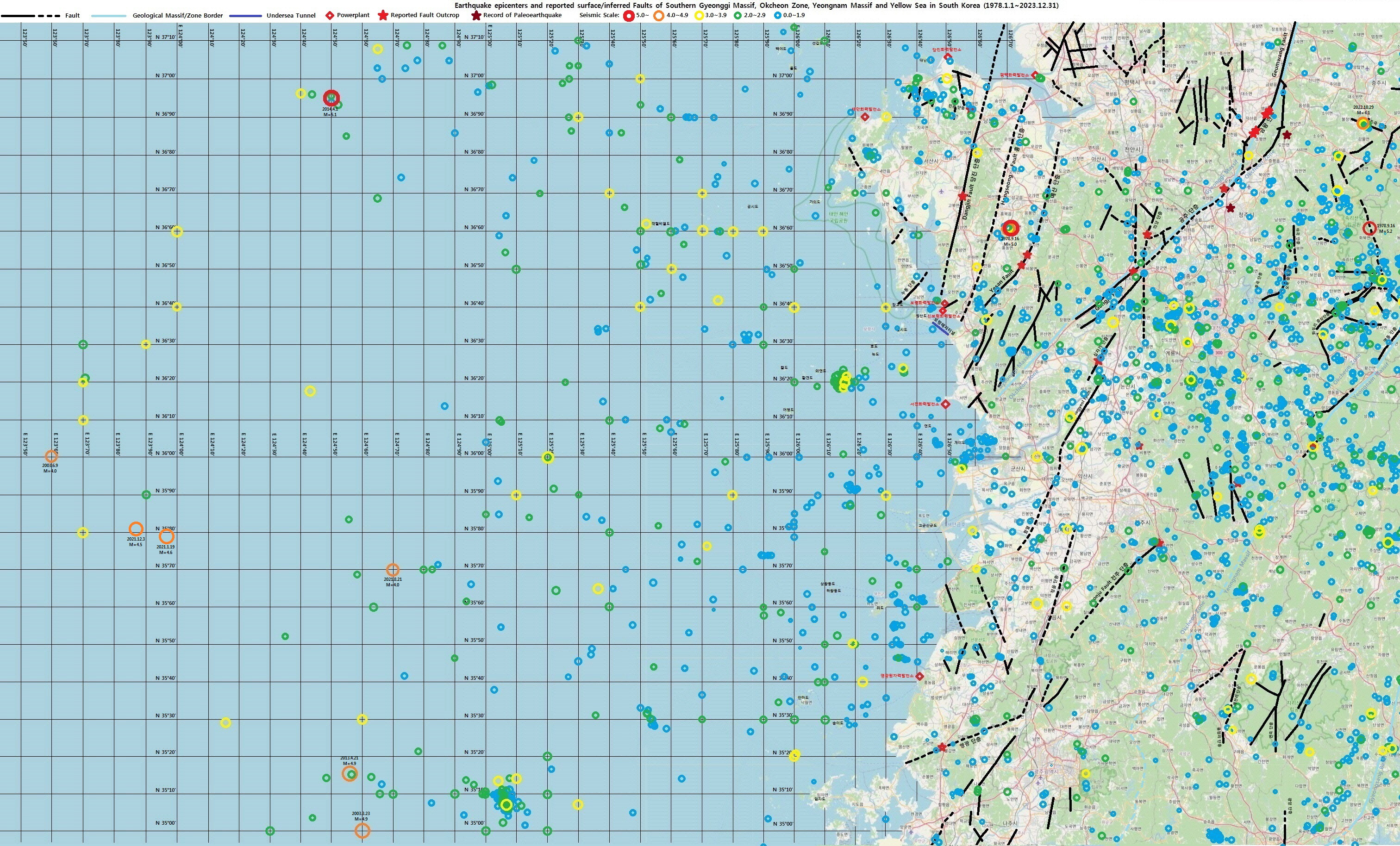
옥천대 지역에서 발생한 지진의 진앙(1978-2023)과 단층 분포도.
빨간색 원이 1978년 홍성 지진
아래쪽 끝의 십자가 단층과 함열 단층 사이에 부여 분지가 위치한다.

부여 분지는 한반도 내 옥천 습곡대의 북서쪽 경계에 위치한 주향이동 분지이다. 이 분지의 북서부와 남동부는 각각 십자가 단층과 함열 단층으로 경계 지어진다. ESR 연대측정 결과 십자가 단층은 약 54만 년 전에 마지막으로 활동한 활성단층임이 드러났다.

## 개요
옥천 습곡대의 북서부 경계에 위치한 부여 분지는 인근의 단층계에 의해 형성된, 중생대 백악기의 주향이동 분지이다. 지층의 두께는 2.5 km에 달하며 최대 11 km의 연장과 4 km의 폭으로 30 km2에 달하는 면적을 점유하고 있다. 분지의 북서쪽에는 십자가 단층, 남동쪽에는 함열 단층이 존재해 부여 분지의 경계를 형성한다. 부여 분지는 분지 형성을 주도한 인장형 주향 이동 운동, 분지의 충전과 확장, 분지 내 퇴적물의 습곡 작용과 융기를 야기한 압축형 주향 이동운동의 순서로 진화 과정을 겪었다.
홍준표 외(2007)는 부여 분지의 갈색 응회질셰일과 흑색 셰일에서 120개 시료를 채취하여 고지자기 연구를 실시하였고, 경사보정 전 고지자기극 위치는 유라시아 대륙 제3기의 위치와 유사하나 경사보정 후 위치는 한반도 후기 백악기 고지자기극과 유사해, 퇴적암의 고지자기 방향이 습곡 이후 재자화된 것으로 볼 수 있으나 경사보정 후 방향이 신뢰할 수 있다고 보아 부여 분지의 재자화 여부는 결정하지 않았다.

## 지질
부여 분지 내부에는 백악기 퇴적암이, 분지 주변에는 선캄브리아기 변성암류와 쥐라기 화강암질암이 기반암으로 분포한다. 

### 기반암
선캄브리아기 변성암은 안구상 편마암, 화강편마암, 호상혼성편마암, 각종 편암류, 규암으로 구성되며 일반적으로 부여 분지의 연장 방향에 평행한 북동 주향에 고각 경사한다. 쥐라기 화강암질암은 분지 북쪽의 우백질 화강암과 동쪽의 화강섬록암으로 구성된다.

### 백악기 퇴적암
부여 분지 내 선캄브리아기 기반암 위에 부정합으로 놓이는 백악기 퇴적암은 선상지 또는 하성 환경에서 퇴적된 각력암, 역암, 역질사암, 사암, 이암 등으로 구성되며 일반적으로 적갈색 응회암질 물질이 암석의 기질을 구성한다. 퇴적암 분포지는 심한 풍화작용을 받았고 대부분 충적층으로 덮혀 있다. 분지 북동단을 제외한 나머지 지역은 사암 또는 역질사암이 우세하며 국부적으로 적갈색 응회암질 이암과, 연흔이 발달하는 셰일이 출현한다. 역암은 분지 북동단 십자가 단층에 인접하여 분포하며 층리와 분급도가 불량하고 선상지 퇴적환경으로 추정된다. 각력암은 편마암의 각력들 사이에 적갈색의 세립질 기질이 채워져 있으며 이는 기반암의 파쇄 작용과 관련되어 있다.

### 습곡
백악기 퇴적암 내에는 주향 이동 단층에 수반된 습곡 구조가 있다. 습곡은 북동 방향으로 20° 침강하는 축을 가지는데, 부여 분지의 성장이 남서부에서 북동부로 진행되었음을 암시한다.

## 단층

### 십자가 단층
십자가 단층은 충청남도 부여군 세도면 간대리 일대에서 석성면 증산리 (십자가)를 거쳐, 공주시 탄천면 광명리로 이어지는 북동-남서방향의 정단층이며, 총 연장은 25 km 정도이다. 이 단층은 옥천습곡대의 북서쪽 경계부에 위치하고 있는 부여분지의 북서쪽 경계단층을 이루고 있다. 논산 지질도폭(1980)에 의하면 도폭 내 부여군 석성면 십자가에서 북으로 공주시 탄천면 광명리까지 북동 35°의 주향으로 발달하며, 본역의 '십자가'를 통과함으로 십자가 단층으로 명명되었다. 본 단층은 야외에서 단층을 따른 전단대(shear zone)의 발달, 단층 동남지역이 단층을 경계로 북서 지역에 비해 갑자기 훨씬 완만한 지형을 보이는 지형의 절단, 단층을 경계로 북서쪽의 복운모 화강암과 남동쪽의 안구상 편마암이 그 분포가 절단되는 증거로 명백히 단층임이 확인되고 지질 분포의 절단, 지형의 발달 상태 등으로 보아 정단층으로 보인다.
십자가 근처에서 관찰된 단층대는 폭이 약 45 m 정도이고, 단층파쇄대는 단층점토와 단층각력암으로 구성된다. 십자가 단층은 부여군 석성면 일대에서 고도가 낮은 산지와 평야 지대를 구분하는 뚜렷한 선형구조를 보이고 있으나, 단층의 남서단은 충적 평야지대로 인해 더 이상 연장 추적이 어렵다. 연대측정 결과 54만년 전 활동한 제4기 단층으로 분류된다.

### 함열 단층

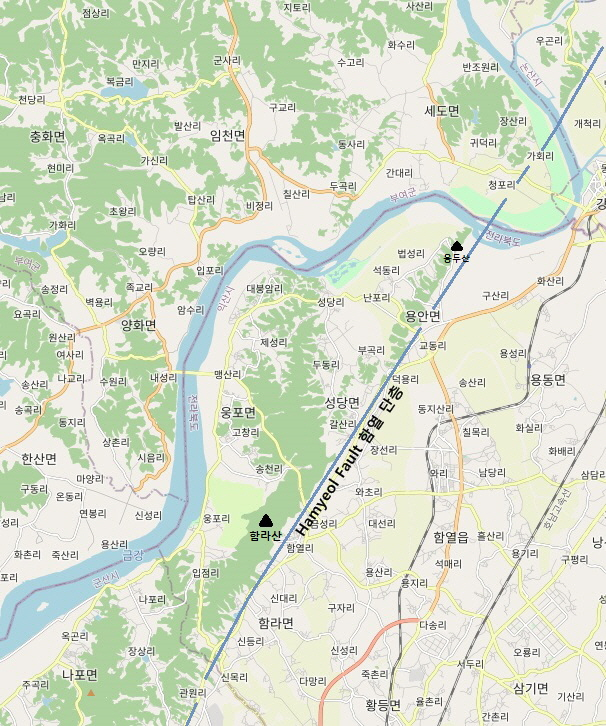
익산시 용안면-성당면-함라산 일대에 발달하는 함열 단층의 선구조(lineament)의 자취

함열 단층은 부여 분지의 남동쪽 경계를 이루는 단층이다. 익산시 북서부 함라면에서 군산시 임피면, 김제시 서부 등을 지나 부안군까지 연장된다. 지질도 상에 표시된 연장은 60 km 에 달한다. 이 단층은 동쪽에는 쥬라기의 화강암류와 서쪽의 경기변성암을 구획하며 발달하고, 거의 수직단층으로 백악기 분지인 부여분지의 남쪽을 경계 짓는 좌수향의 경계단층이다. 이 단층은 위 사진에서 보듯이 익산시 용안면-함라산 지역에서 카카오맵 위성 사진으로도 보이는 뚜렷한 선형 구조를 발달시키고 있다.
- 이리도폭(2012)에 의하면 도폭 내 지역에서 함열단층이 연장될 것으로 보이는 지역은 익산시와 군산시 사이로 넓은 평야지대가 발달하고 있다. 따라서 명확한 단층의 증거는 발견하기 어려우며, 쥬라기의 복운모화강암과 원생대의 변성퇴암의 경계를 따라서 추정단층으로 표시하였다.[8] 5만 지질도에서는 군산시 서수면에서 임피면, 김제시 청하면, 만경읍까지 이어지는 추정 단층(inferred fault)으로 표기되어 있다.[7]
- 부안도폭(2013)에 의하면 동진면과 부안읍 일대의 북동-남서 방향의 단층은 본디 부여분지 남동 경계인 함열 단층의 연장에 해당한다. 부안도폭 지역에서 단층의 노두를 확인하기 어려우나 단층을 경계로 북측에는 중생대 쥐라기의 흑운모 화강암(Jbgr)이, 남측에는 복운모 화강암(Jtmgr)이 분포하고 있으며 바로 위 김제도폭 지역에서는 임피층과 복운모화강암 사이를 함열 단층이 통과한다. 부여 분지 지역에서는 백악기의 단층 운동만을 보여주고 있으나 부안 및 김제도폭 지역에서는 보다 고기(古期)의 단층운동이 있었을 것으로 추정된다.[9]

### 노두
다음은 한국지질자원연구원이 2012년 발간한 보고서에 제시된 십자가 단층의 노두 위치이다. 단층의 ESR 연대는 제4기에 단층이 활동했음을 지시한다.
| 위치                 | 좌표 | 지질                                            | 주향     | 경사     | 성향   | ESR 연대측정값      | 비고                                                   |
| -------------------- | --- | ----------------------------------------------- | -------- | -------- | ------ | ------------------- | ------------------------------------------------------ |
| 부여군 석성면 증산리 | 북위 36° 15′ 25.3″ 동경 127° 00′ 01.9″ / 북위 36.257028° 동경 127.000528° 북위 36° 15′ 23.0″ 동경 126° 59′ 58.7″ / 북위 36.256389° 동경 126.999639° | 선캄브리아기 편마암과 이를 관입한 유백색 규장암 | 북동 70° | 북서 80° | 정단층 | 560±35 ka 520±30 ka | 서진기계 완성품 야적장 사면 부근 필그린 공장 뒤쪽 사면 |

## 2015년 익산 지진
2015년 익산 지진은 2015년 12월 22일 전라북도 익산시 함열읍 다송리 일대에서 발생한 규모 3.9의 지진으로, 진앙지에서 북서쪽으로 5 km 지점에 주향 북동 35°, 단층면 경사 남동 70°의 함열 단층이 지난다. 그러나 김진미 외(2017)는 지진을 연구한 논문에서 3회에 불과한 미소지진의 분포나 단층 면해만으로 익산지진이 함열 단층과 직접적인 관련성을 설명하기에는 불충분하다고 언급하였다. 익산지진 본진의 단층면해는 북동-남서 또는 북서남동 방향의 단층면을 가지는 역단층성 주향이동 단층운동을 나타내며, 2개 여진의 단층면해는 각각 남북 또는 북북동-남남서 주향의 수직 단층 운동을 나타낸다. 이 지진의 최대 MMI 진도는 V로 평가되었다.

## 관련 기사
<전북 완주-진안서 활성단층 발견> 매일건설신문, 2017.12.27 - "전북도는 최근 10개월간 전북대 산학협력단과 함께 ...연구를 한 결과 이 같은 사실을 확인했다고 밝혔다...해당 지역은 이른바 전북권 4대 단층으로 꼽혀온 전주단층(광주~전주), 정읍단층(정읍~전주 북단), 광주단층(광주~진안 용담), 함열단층(익산 함열~충남 부여)에 속해 있다는 특징을 보였다."
<잇단 충청권 지진, 그러나 원인 단층조차 파악 불가> 중도일보  - "한국지질자원연구원이 2012년 발간한 '활성단층지도 및 지진위험 지도 제작' 보고서에 따르면, 대전ㆍ충청권에 공주 단층, 십자가 단층, 당진 단층, 홍성 단층, 의당 단층, 예산 단층 등의 활성단층이 존재한다."
< [뒤끝뉴스] 국민이 과학을 불신하는 이유 한국일보>, 2016년 9월 26일자 - "지진의 원인이 되는 활성단층을 연구한 보고서가 2009년 이미 있었다는 사실이 알려지면서...보고서 요약문 중 '주요 연구성과'를 기술한 부분에는 ‘추가령 단층, 왕숙천 단층, 광주 단층, 전주 단층, 정읍 단층, 의당 단층, 공주 단층, 십자가 단층 등이 활성단층임을 규명’했다고 씌어 있다. "

## 같이 보기
- 한국의 단층
- 공주 단층
- 음성 분지
- 영동 분지
- 경상 분지
- 포항 분지
- 와읍 분지